# 僰人懸棺
僰人懸棺是古代僰人的悬棺墓葬，在四川省珙縣、興文縣、筠連縣等縣，雲南省鹽津縣，威信縣、永善縣等縣境內均有分布。其中四川珙縣僰人懸棺是全國重點文物保護單位，興文僰人懸棺是四川省文物保護單位。